# Mego
Mego Corporation fue una compañía de juguetes con sede en Nueva York, Estados Unidos, que permaneció en activo desde 1954 hasta 1983. Originalmente concebida como un distribuidor de juguetes en tiendas de bajo costo, despuntó en los años 1970 gracias a dos productos: su línea de muñecos World's Greatest Super Heroes, protagonizada por los superhéroes de DC Comics, y la licencia de la línea japonesa de ciencia ficción Micronauts.

## Historia
Mego fue fundada en 1954 por David Abrams y Madeline Abrams, un matrimonio dedicado a la importanción y distribución de juguetes en tiendas de bajo costo. A finales de los años 1960, su hijo Martin B. Abrams impulsó el cambio de modelo de negocio hacia la fabricación de juguetes de 8 pulgadas (20 cm) con piezas intercambiables. Los primeros intentos fueron Action Jackson, inspirado en la saga G.I. Joe, o la muñeca Dinah-Mite, una copia de Barbie.
En 1972 llegó a un acuerdo con DC Comics y Marvel para fabricar figuras de acción de sus superhéroes. La línea más popular fue World's Greatest Super Heroes, protagonizada por los estandartes de DC: Superman, Batman, Robin, Wonder Woman, Flash y Black Lightning. A ella se sumaron otras licencias de películas como El planeta de los simios, King Kong y El mago de Oz.
El otro filón de Mego eran sus licencias de juguetes inspirados en series de televisión (como Star Trek o Happy Days) y en celebridades de la época. En 1976 se alcanzaron dos grandes éxitos: el lanzamiento de la muñeca de 12 pulgadas (30 cm) de Cher, parte de una colección dedicada al dúo Sonny & Cher, y la licencia del juguete de ciencia ficción Micronauts, fabricado por la japonesa Takara.
Martin Abrams rechazó en 1976 la opción de fabricar los juguetes de Star Wars, al considerar que el proyecto de George Lucas no tenía futuro comercial, por lo que su rival Kenner Products se quedó con la licencia. En aquel momento la decisión parecía lógica, puesto que Micronauts había generado más de 30 millones de dólares en ingresos. Además, grandes empresas como Mattel o Hasbro habían rechazado la patente antes que ellos. Sin embargo, el éxito de Star Wars terminó siendo tan abrumador que Kenner había establecido un nuevo estándar con sus figuras de 4 pulgadas (9,5 cm), mucho más pequeñas que las de Mego, por lo que la empresa y su línea de Micronauts quedaron en desventaja.
En 1982, Mego declaró la bancarrota según el Capítulo 11 con una deuda superior a los 100 millones de dólares. Un año más tarde se confirmó su desaparición.